# Torsviken
Torsviken este o arie protejată (arie de protecție specială avifaunistică — SPA) din Suedia întinsă pe o suprafață de 146,2 ha, integral pe uscat.

## Localizare
Centrul sitului Torsviken este situat la coordonatele 57°42′24″N 11°47′41″E / 57.7066°N 11.7947°E.

## Înființare
Situl Torsviken a fost declarat arie de protecție specială avifaunistică în iulie 2000 pentru a proteja 6 specii de animale.

## Biodiversitate
Situată în ecoregiunile continentală și marină Atlantică, aria protejată nu include niciun habitat protejat.
La baza desemnării sitului se află mai multe specii protejate de  păsări (6): rața moțată (Aythya fuligula), Aythya marila, Bucephala clangula, lebădă de iarnă (Cygnus cygnus), ferestraș mic (Mergus albellus), bătăuș (Philomachus pugnax).